# Tinfed
Tinfed ist eine relativ unbekannte Band aus Sacramento (Kalifornien) im Umfeld der Deftones, die bis 2003 aktiv war. Der Musik-Stil ist Electronic-/Alternative-Rock.
Die Band gründete sich Mitte der 1990er Jahre. 1994 und 1996 veröffentlichte sie zwei Alben bei einem Independentlabel. Danach wechselte sie zu Hollywood Records, nahm ein weiteres Album und ein Lied zum Soundtrack des Films Mission: Impossible 2 auf. Im August 2003 löste sich die Band auf.
Der Bassist Rick Verrett spielte später bei Team Sleep, während Osburn die Bands Ghostride und Death Valley High gründete und in der Bay Area als DJ arbeitet.

## Diskografie
- Synaptic Hardware (1994)
- Hypersonic Hyperphonic (1996)
- Tried and True (2000)